# Boada (Salamanca)
Boada es un municipio y localidad española de la provincia de Salamanca, en la comunidad autónoma de Castilla y León. El término municipal, que incluye también el núcleo de Porciones, tiene una población de 268 habitantes (INE 2024)

## Geografía
Se integra dentro de la comarca de Ciudad Rodrigo y la subcomarca del Campo de Yeltes, que forma parte de la llanura del Campo Charro.
Su término municipal está formado por las localidades de Boada y Porciones, ocupa una superficie total de 30,20 km².

## Historia
La fundación de Boada se remonta a la repoblación efectuada por los reyes de León en la Edad Media, quedando encuadrado en el Campo de Yeltes de la Diócesis de Ciudad Rodrigo tras la creación de la misma por parte del rey Fernando II de León en el siglo XII, teniendo en la Edad Media ya la actual denominación. Con la creación de las actuales provincias en 1833, Boada quedó encuadrado en la provincia de Salamanca, dentro de la Región Leonesa.
Hacia mediados del siglo XIX, el lugar tenía contabilizada una población de 454 habitantes. Aparece descrito en el cuarto volumen del Diccionario geográfico-estadístico-histórico de España y sus posesiones de Ultramar de Pascual Madoz de la siguiente manera:

BOADA: l. con ayunt. al que se halla agregada la deh. de la Zarza, en la prov. de Salamanca, part. jud., adm. de rent. y dióc. de Ciudad-Rodrigo (6 leg.), aud. terr. y c. g. de Valladolid: está sit. en una pequeña altura que se halla en el centro de un hermoso llano: las casas son bajas y ofrecen pocas comodidades, las calles irregulares y sus dos plazas de mala figura; tiene casa consistorial que también sirve de cárcel; escuela de primeras letras, igl. parr. de entrada (La Asunción de Ntra. Sra.), servida por un cura; una ermita llamada del Humilladero, en la deh. de la Zarza, y cementerio estramuros del pueblo. Para el surtido del vecindario existe una fuente de buen agua, y para abrevadero de los ganados un pozo en la pobl. y varios arroyos en el térm. Confina este por N. con Villoria; E. Fuente de San Esteban; S. Martin del Rio, y O. Retortillo: la mayor parte del terreno está poblado de encina, y hacia la parte O. hay una gran laguna que cria muy buenas tencas y está arrendada en el dia. Los caminos se hallan en mediano estado, y dirijen á Ciudad-Rodrigo, Ledesma y Zamora. prod.: mucho trigo de buena calidad, poco centeno, bastante algarroba y algunos garbanzos. pobl. 121 vec., 454 hab., dedicados á la agricultura y ganaderia. cap. terr. prod. 378,072 rs. imp. 16,258 rs. Valor de los puestos públicos 1,720 rs.
(Madoz, 1846, p. 361)

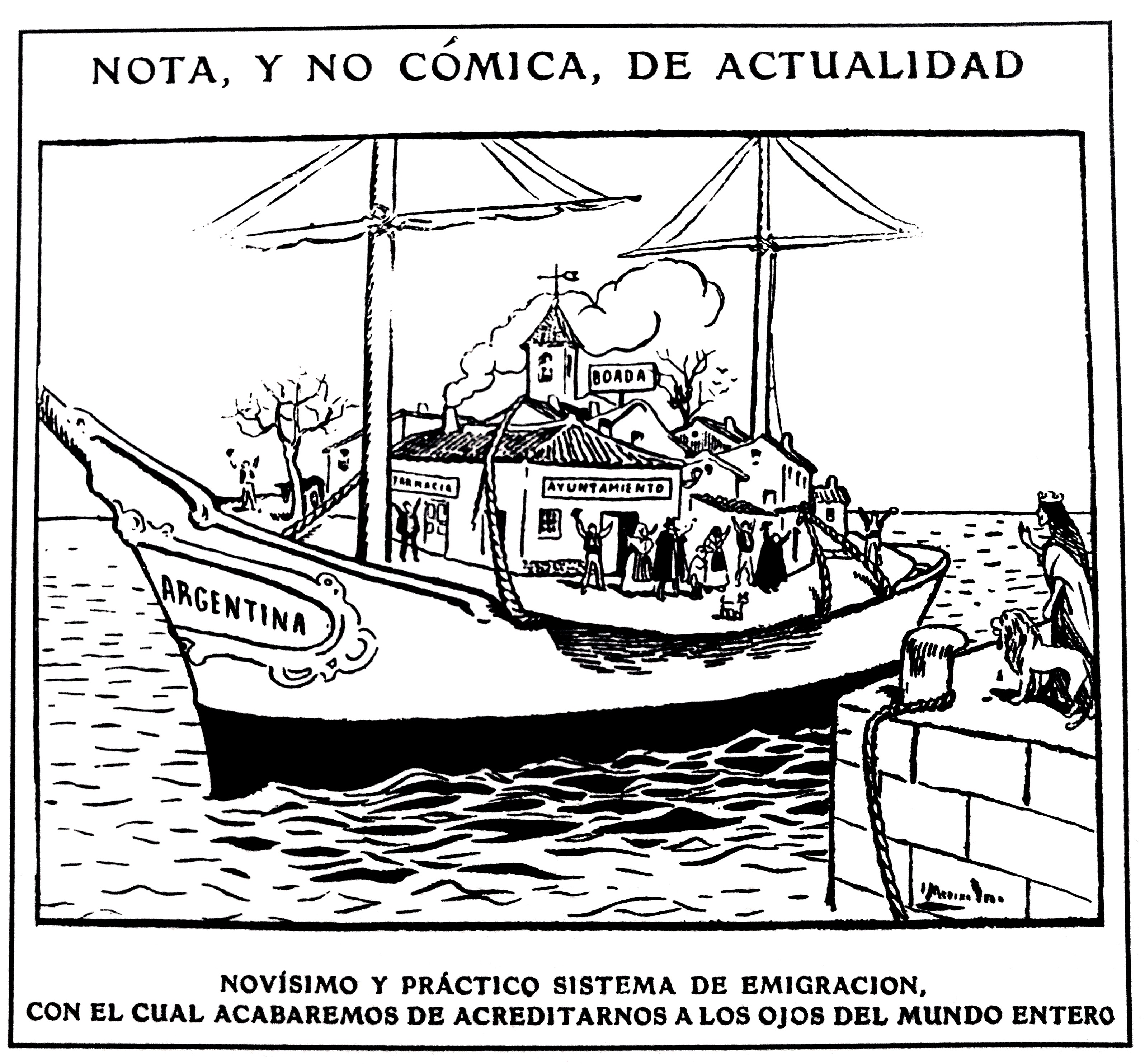
Viñeta de ABC sobre el "Caso Boada", 14 de diciembre de 1905.

Boada adquirió bastante notoriedad en 1905, tras salir a la luz que las autoridades de la localidad habían planteado al presidente de Argentina trasladar la totalidad del pueblo a dicho país, una vez que la privatización de los bienes comunales había dejado sin tierras que labrar a la mayoría del mismo, desatándose cierta crisis de hambre en la localidad. Este hecho valió a los boadenses ser tildados de «antipatriotas», ante lo que éstos respondieron que «el patriotismo consiste en comer y en dar de comer a sus hijos».
Tras dicha polémica, se emitió una real orden en 1906, encomendando al director de la región agronómica leonesa la creación de un campo de demostración de cultivo en Boada, «dotándole del material moderno de cultivo que sirva de enseñanza, organizando misiones agronómicas y cuanto le sugiera el cumplimiento de este servicio que se le encomienda».

## Demografía
Cuenta con una población de 268 habitantes (INE 2024).
| Gráfica de evolución demográfica de Boada entre 1842 y 2021                                                           |
| |
| Población de derecho según los censos de población del INE. Población de hecho según los censos de población del INE. |

Según el Instituto Nacional de Estadística, Boada tenía, a 31 de diciembre de 2018, una población total de 315 habitantes, de los cuales 155 eran hombres y 160 mujeres. Respecto al año 2000, el censo refleja 426 habitantes, de los cuales 216 eran hombres y 210 mujeres. Por lo tanto, la pérdida de población en el municipio para el periodo 2000-2018 ha sido de 64 habitantes, un 23% de descenso.
El municipio se divide en dos núcleos de población. De los 315 habitantes que poseía el municipio en 2018, Boada contaba con 313, de los cuales 154 eran hombres y 159 mujeres, y El Mejorito con 2, de los cuales 1 eran hombres y 1 mujeres.

## Administración y política
| Partido político                         | 2019  | 2019  | 2019       | 2015  | 2015  | 2015       | 2011  | 2011  | 2011       | 2007  | 2007  | 2007       | 2003  | 2003  | 2003       |
| Partido político                         | %     | Votos | Concejales | %     | Votos | Concejales | %     | Votos | Concejales | %     | Votos | Concejales | %     | Votos | Concejales |
| Partido Socialista Obrero Español (PSOE) | 56,96 | 131   | 4          | 60,19 | 130   | 4          | 55,36 | 129   | 4          | 63,36 | 147   | 5          | 60,00 | 168   | 5          |
| Partido Popular (PP)                     | 42,17 | 97    | 2          | 39,35 | 85    | 3          | 43,78 | 102   | 3          | 36,64 | 85    | 2          | 31,79 | 89    | 2          |
| Unión del Pueblo Salmantino (UPSa)       | —     | —     | —          | —     | —     | —          | —     | —     | —          | —     | —     | —          | 7,86  | 22    | 0          |

## Patrimonio

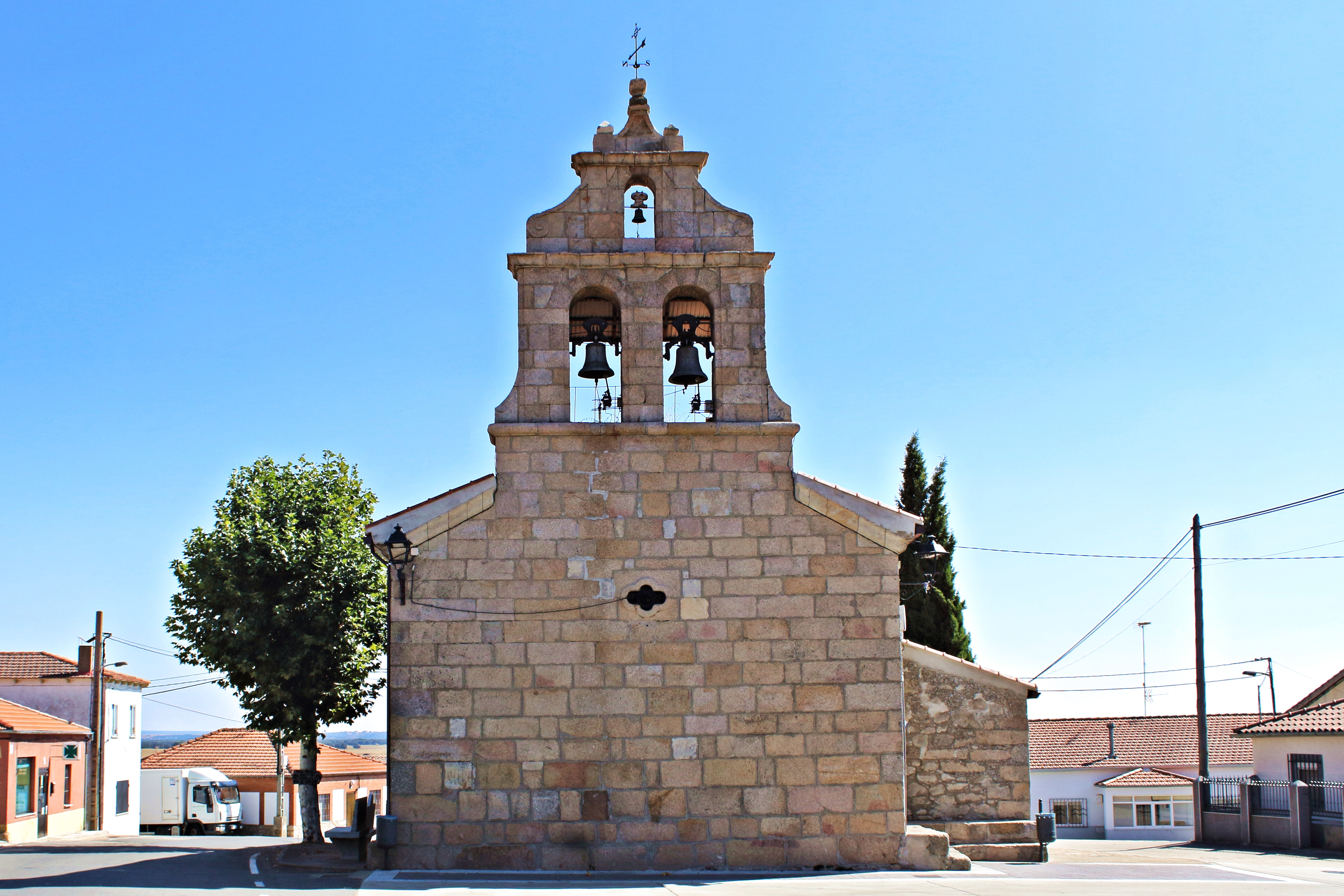
Iglesia de Nª Sra. de la Asunción

En la localidad hay una iglesia bajo la advocación de la Asunción de Nuestra Señora.

## Escudo
El escudo heráldico que representa al municipio el 14 de septiembre de 2013 fue aprobado con el siguiente blasón:

Escudo mantelado en curva. Primero en oro, una golondrina de sable y plata, volando. Segundo en azur, manojo de espigas de trigo de oro perfiladas de sable atado de gules. En mantel de plata con una encina arrancada de sinople cargada con seis bellotas de oro y casquillo de sinople y un buey de sable, pasante atravesando al tronco submontado de una estrella de ocho puntas de azur. Al timbre Corona Real
Boletín Oficial del Estado nº 214 de 6 de noviembre de 2013